# Graoully
Il Graoully (anche Graouli, Graouilly, Graouilli o Graully) è un animale mitologico, vissuto nell'arena di Metz, che avrebbe devastato la città prima d'essere cacciato dalla regione nel II secolo ad opera di san Clemente di Metz, primo vescovo della città. Questa leggenda rappresenta la distruzione del paganesimo da parte del Cristianesimo.

## La leggenda
La leggenda vuole che il santo abbia cinto il collo della bestia con la sua stola per condurla sulle rive della Seille per affogarla.
Divenuto uno dei simboli della città di Metz, si ritrova regolarmente nel corso della storia.
Fino alla Rivoluzione francese la leggenda di san Clemente fu commemorata da una processione nel giorno di san Marco e alle rogazioni. La sua effigie, sotto forma d'un dragone era condotta per tutta la città prima di essere sferzata dai fanciulli.
(François Rabelais)
Oggi si può vedere il Graoully rappresentato nella cripta della cattedrale di Metz. Figura anche sugli stemmi del Football Club de Metz e dell'École nationale d'ingénieurs de Metz.
Si trova quasi permanentemente una scultura del Graoully appeso in aria in rue Taison, vicino alla cattedrale.
Il nome Graoully proviene etimologicamente dal tedesco graülich che significa «mostruoso».